# Olympische Sommerspiele 2004/Rudern – Doppelzweier (Männer)
Der Ruderwettbewerb im Doppelzweier der Männer bei den Olympischen Spielen 2004 in Athen wurde vom 14. bis zum 21. August 2004 im Schinias Olympic Rowing and Canoeing Centre ausgetragen. 28 Athleten in 14 Booten traten an.
Die Ruderregatta, die über 2000 Meter ausgetragen wurde, begann mit drei Vorläufen. Die ersten drei Boote zogen ins Halbfinale ein, die restlichen starteten im Hoffnungslauf. Hier konnten sich ebenfalls die ersten drei Boote für das Halbfinale qualifizieren. Die verbliebenen zwei Boote schieden aus.
In den beiden Halbfinals sollten die ersten drei Boote in das Finale A kommen, die restlichen ins Finale B zur Ermittlung der Plätze 7 bis 12 einziehen. Im ersten Halbfinale wurden die Boote aus den Vereinigten Staaten und Norwegen allerdings mit identischen Zeiten beide auf dem dritten Platz gewertet. Dadurch kamen aus dem ersten Halbfinale vier Boote ins Finale A und nur zwei in das Finale B. Das A-Finale wurde deshalb mit sieben Booten ausgefahren und im B-Finale kämpften nur fünf Boote um die Plätze 8 bis 12. 
Die jeweils qualifizierten Ruderer sind hellgrün unterlegt.
Die Weltmeister der Weltmeisterschaften 2003 Sébastien Vieilledent und Adrien Hardy aus Frankreich wurden auch die Olympiasieger. Die Titelverteidiger Luka Špik und Iztok Čop aus Slowenien mussten sich dieses Mal den Franzosen geschlagen geben und gewannen die Silbermedaille. Die Bronzemedaille ging an die beiden Italiener Rossano Galtarossa und Alessio Sartori. Die beiden waren die amtierenden Olympiasieger im Doppelvierer und stellten im Halbfinale einen neuen olympischen Rekord auf.

## Titelträger
| Olympiasieger | Slowenien Besatzung: Luka Špik, Iztok Čop                 | Sydney 2000  |
| Weltmeister   | Frankreich Besatzung: Sébastien Vieilledent, Adrien Hardy | Mailand 2003 |

## Vorläufe
Samstag, 14. August 2004
- Qualifikationsnormen: Platz 1-3 -> Halbfinale, ab Platz 4 -> Hoffnungslauf

### Vorlauf 1
| Platz | Bahn | Nation      | Athleten                            | Zeit (min) | Qualifikation |
| ----- | ---- | ----------- | ----------------------------------- | ---------- | ------------- |
| 1     | 3    | Frankreich  | Sébastien Vieilledent, Adrien Hardy | 6:45,76    | Halbfinale    |
| 2     | 2    | Tschechien  | Milan Doleček, Ondřej Synek         | 6:50,67    | Halbfinale    |
| 3     | 1    | Australien  | Brendan Long, Peter Hardcastle      | 6:52,34    | Halbfinale    |
| 4     | 5    | Deutschland | René Bertram, Christian Schreiber   | 6:58,22    | Hoffnungslauf |
| 5     | 4    | Kuba        | Yosbel Martínez, Yoennis Hernández  | 7:02,95    | Hoffnungslauf |

### Vorlauf 2
| Platz | Bahn | Nation             | Athleten                            | Zeit (min) | Qualifikation |
| ----- | ---- | ------------------ | ----------------------------------- | ---------- | ------------- |
| 1     | 3    | Italien            | Rossano Galtarossa, Alessio Sartori | 6:40,82    | Halbfinale    |
| 2     | 5    | Großbritannien     | Matthew Wells, Matthew Langridge    | 6:48,13    | Halbfinale    |
| 3     | 1    | Vereinigte Staaten | Aquil Abdullah, Henry Nuzum         | 6:52,34    | Halbfinale    |
| 4     | 4    | Polen              | Michał Jeliński, Adam Wojciechowski | 7:00,38    | Hoffnungslauf |
| 5     | 2    | Ungarn             | Ákos Haller, Gábor Bencsik          | 7:05,20    | Hoffnungslauf |

### Vorlauf 3
| Platz | Bahn | Nation    | Athleten                             | Zeit (min) | Qualifikation |
| ----- | ---- | --------- | ------------------------------------ | ---------- | ------------- |
| 1     | 2    | Slowenien | Luka Špik, Iztok Čop                 | 6:45,26    | Halbfinale    |
| 2     | 4    | Norwegen  | Nils-Torolv Simonsen, Morten Adamsen | 6:49,90    | Halbfinale    |
| 3     | 3    | Estland   | Leonid Gulov, Tõnu Endrekson         | 6:58,80    | Halbfinale    |
| 4     | 1    | Litauen   | Kęstutis Keblys, Einaras Šiaudvytis  | 7:07,13    | Hoffnungslauf |

## Hoffnungslauf
Dienstag, 17. August 2004
- Qualifikationsnormen: Platz 1-3 -> Halbfinale, ab Platz 4 -> ausgeschieden

| Platz | Bahn | Nation      | Athleten                            | Zeit (min) | Qualifikation |
| ----- | ---- | ----------- | ----------------------------------- | ---------- | ------------- |
| 1     | 5    | Ungarn      | Ákos Haller, Gábor Bencsik          | 6:15,60    | Halbfinale    |
| 2     | 1    | Kuba        | Yosbel Martínez, Yoennis Hernández  | 6:16,38    | Halbfinale    |
| 3     | 4    | Deutschland | René Bertram, Christian Schreiber   | 6:16,94    | Halbfinale    |
| 4     | 2    | Polen       | Michał Jeliński, Adam Wojciechowski | 6:17,51    | ausgeschieden |
| 5     | 3    | Litauen     | Kęstutis Keblys, Einaras Šiaudvytis | 6:24,56    | ausgeschieden |

## Halbfinale
Mittwoch, 18. August 2004
- Qualifikationsnormen: Plätze 1-3 ->Finale A, ab Platz 4 ->Finale B

### Halbfinale A/B 1
| Platz | Bahn | Nation             | Athleten                             | Zeit (min) | Qualifikation |
| ----- | ---- | ------------------ | ------------------------------------ | ---------- | ------------- |
| 1     | 4    | Italien            | Rossano Galtarossa, Alessio Sartori  | 6:11,49 OR | Finale A      |
| 2     | 3    | Frankreich         | Sébastien Vieilledent, Adrien Hardy  | 6:12,40    | Finale A      |
| 3     | 2    | Norwegen           | Nils-Torolv Simonsen, Morten Adamsen | 6:14,69    | Finale A      |
| 3     | 1    | Vereinigte Staaten | Aquil Abdullah, Henry Nuzum          | 6:14,69    | Finale A      |
| 5     | 6    | Deutschland        | René Bertram, Christian Schreiber    | 6:20,70    | Finale B      |
| 6     | 5    | Australien         | Brendan Long, Peter Hardcastle       | 6:22,69    | Finale B      |

### Halbfinale A/B 2
| Platz | Bahn | Nation         | Athleten                           | Zeit (min) | Qualifikation |
| ----- | ---- | -------------- | ---------------------------------- | ---------- | ------------- |
| 1     | 3    | Slowenien      | Luka Špik, Iztok Čop               | 6:11,96    | Finale A      |
| 2     | 5    | Estland        | Leonid Gulov, Tõnu Endrekson       | 6:12,80    | Finale A      |
| 3     | 2    | Tschechien     | Milan Doleček, Ondřej Synek        | 6:13,65    | Finale A      |
| 4     | 4    | Großbritannien | Matthew Wells, Matthew Langridge   | 6:13,71    | Finale B      |
| 5     | 1    | Ungarn         | Ákos Haller, Gábor Bencsik         | 6:23,81    | Finale B      |
| 6     | 6    | Kuba           | Yosbel Martínez, Yoennis Hernández | 6:24,54    | Finale B      |

## Finale

### A-Finale
Samstag, 21. August 2004, 10:10 Uhr MESZ

Anmerkung: zur Ermittlung der Plätze 1 bis 7
| Platz | Bahn | Nation             | Athleten                             | Zeit (min) |
| ----- | ---- | ------------------ | ------------------------------------ | ---------- |
| 1     | 5    | Frankreich         | Sébastien Vieilledent, Adrien Hardy  | 6:29,00    |
| 2     | 3    | Slowenien          | Luka Špik, Iztok Čop                 | 6:31,72    |
| 3     | 4    | Italien            | Rossano Galtarossa, Alessio Sartori  | 6:32,93    |
| 4     | 2    | Estland            | Leonid Gulov, Tõnu Endrekson         | 6:35,30    |
| 5     | 6    | Tschechien         | Milan Doleček, Ondřej Synek          | 6:35,81    |
| 6     | 1    | Vereinigte Staaten | Aquil Abdullah, Henry Nuzum          | 6:36,86    |
| 7     | 7    | Norwegen           | Nils-Torolv Simonsen, Morten Adamsen | 6:37,25    |

### B-Finale
Donnerstag, 19. August 2004, 11:00 Uhr MESZ

Anmerkung: zur Ermittlung der Plätze 8 bis 12
| Platz | Bahn | Nation         | Athleten                           | Zeit (min) |
| ----- | ---- | -------------- | ---------------------------------- | ---------- |
| 8     | 3    | Großbritannien | Matthew Wells, Matthew Langridge   | 6:14,40    |
| 9     | 2    | Deutschland    | René Bertram, Christian Schreiber  | 6:14,97    |
| 10    | 5    | Kuba           | Yosbel Martínez, Yoennis Hernández | 6:15,37    |
| 11    | 4    | Ungarn         | Ákos Haller, Gábor Bencsik         | 6:15,39    |
| 12    | 1    | Australien     | Brendan Long, Peter Hardcastle     | 6:22,57    |

### Weiteres Klassement ohne Finals
| Platz | Nation  | Athleten                            | Zeit (min) |
| ----- | ------- | ----------------------------------- | ---------- |
| 13    | Polen   | Michał Jeliński, Adam Wojciechowski | –          |
| 14    | Litauen | Kęstutis Keblys, Einaras Šiaudvytis | –          |